# Qualificazioni al campionato mondiale maschile di pallavolo 2010 (CSV)
Le qualificazioni per il campionato mondiale di pallavolo maschile 2010 dell'America del Sud, hanno messo in palio 2 posti per il campionato mondiale di pallavolo maschile 2010. Delle 12 squadre sudamericane appartenenti alla CSV e aventi diritto di partecipare alle qualificazioni, ne parteciparono 8. Non partecipò il Brasile, già qualificato in quanto campione del mondo in carica.

## Squadre partecipanti
- Argentina
- Bolivia
- Cile
- Colombia
- Ecuador
- Paraguay
- Uruguay
- Venezuela

## Terza fase

### Gironi
| Girone A                        | Girone B                           |
| ------------------------------- | ---------------------------------- |
| Argentina Bolivia Cile Colombia | Ecuador Paraguay Uruguay Venezuela |

### Qualificate ai mondiali
- Argentina
- Venezuela